# Saint-Lizier
Saint-Lizier település Franciaországban, Ariège megyében. Lakosainak száma 1384 fő (2022. január 1.). Saint-Lizier Caumont, Gajan, Montégut-en-Couserans, Montgauch, Montjoie-en-Couserans, Moulis, Saint-Girons és Lorp-Sentaraille községekkel határos.

## Népesség
A település népessége az elmúlt években az alábbi módon változott:
| Lakosok száma | 1695 | 1855 | 1646 | 1477 | 1434 | 1417 | 1418 | 1365 | 1367 | 1384 |
|               | 1968 | 1982 | 1990 | 2006 | 2013 | 2015 | 2017 | 2019 | 2020 | 2022 |